# Курсеньга
Курсеньга — река в России, протекает в Вологодской области, в Нюксенском районе. Устье реки находится в 7 км по левому берегу реки Порша. Длина реки составляет 10 км.
Исток находится в окрестностях болота Сосновое в 15 км к северу от села Нюксеница. Река течёт на север по лесистой местности, крупных притоков и населённых пунктов нет. Впадает в Поршу семью километрами выше места впадения самой Порши в Уфтюгу в 4 км к востоку от деревни Королевская.

## Данные водного реестра
По данным государственного водного реестра России относится к Двинско-Печорскому бассейновому округу, водохозяйственный участок реки — Северная Двина от начала реки до впадения реки Вычегда, без рек Юг и Сухона (от истока до Кубенского гидроузла), речной подбассейн реки — Сухона. Речной бассейн реки — Северная Двина.
По данным геоинформационной системы водохозяйственного районирования территории РФ, подготовленной Федеральным агентством водных ресурсов:
- Код водного объекта в государственном водном реестре — 03020100312103000009210
- Код по гидрологической изученности (ГИ) — 103000921
- Код бассейна — 03.02.01.003
- Номер тома по ГИ — 03
- Выпуск по ГИ — 0